# Zooloretto
Zooloretto es un juego de mesa para entre dos y cinco jugadores creado por el diseñador de juegos Michael Schacht y publicado en 2007 por Abacus Spiele.
La premisa del juego es que cada jugador es el dueño de un zoológico y debe reunir animales para atraer visitantes, obteniendo así puntos para ganar la partida. Tener recintos llenos o casi llenos otorga más puntos, pero si un jugador tiene demasiados animales y debe guardarlos en sus establos pierde puntos. Los pequeños puestos de venta cerca de los recintos garantizan un número mínimo de visitantes. El jugador con el mayor número de puntos gana el juego.
El método que utilizan los jugadores para reunir animales se basa en la mecánica del juego de cartas Coloretto, también diseñado por Michael Schacht.
Además de existir diversas expansiones, el juego se ha reimplementado como la versión específica para dos jugadores, Zooloretto Duell (2017) y como el juego de dados Zooloretto: The Dice Game (2012). Ambos han sido diseñados también por Michael Schacht.

## Premios y nominaciones
Entre otras distinciones, Zooloretto ha obtenido las siguientes:
- 2007 Ganador del premio Spiel des Jahres
- 2007 Nominado al premio Meeples Choice Award
- 2007 Ganador del premio Golden Geek en las categorías de mejor juego familiar y de mejor juego infantil.